# Naio Ssaion
Naio Ssaion ist eine slowenische Alternative-Metal-Band, die in eine melodische Stilrichtung tendiert. Ein stilistisches Merkmal, das sofort ins Auge fällt, ist die E-Geige, die in harte Gitarrenriffe eingebettet ist. Der Name Naio Ssaion ist ein ausgedachter Name, der in keiner Sprache eine Bedeutung hat.

## Geschichte
2004 gewann die Band einige Nachwuchs-Contests. So wurde ihr heutiges Plattenlabel Napalm Records auf die Gruppe aufmerksam und die Band bekam einen internationalen Vertrag. Daraufhin entschlossen sie sich, nicht mehr wie bisher in Slowenisch (2004er CD Numedia), sondern wegen des nun internationalen Publikums ihre Songs auf Englisch zu singen. Deshalb wurde 2005 die CD Out Loud aufgenommen. Auf dieser CD befinden sich dieselben Lieder wie auf Numedia, allerdings neu eingespielt und in die englische Sprache übersetzt.
Bis jetzt sind Naio Ssaion als Vorgruppe zu bekannten Bands wie In Extremo (zwei Touren), Pink und Ill Niño sowie auf Festivals in Slowenien, Österreich und Deutschland aufgetreten.

## Diskografie
- 2004: Numedia (Album, Cela Pametna Založba)
- 2005: Out Loud (Album, Napalm Records)
- 2017: Iščem Te (Single, freier Download)